# Dick Irish

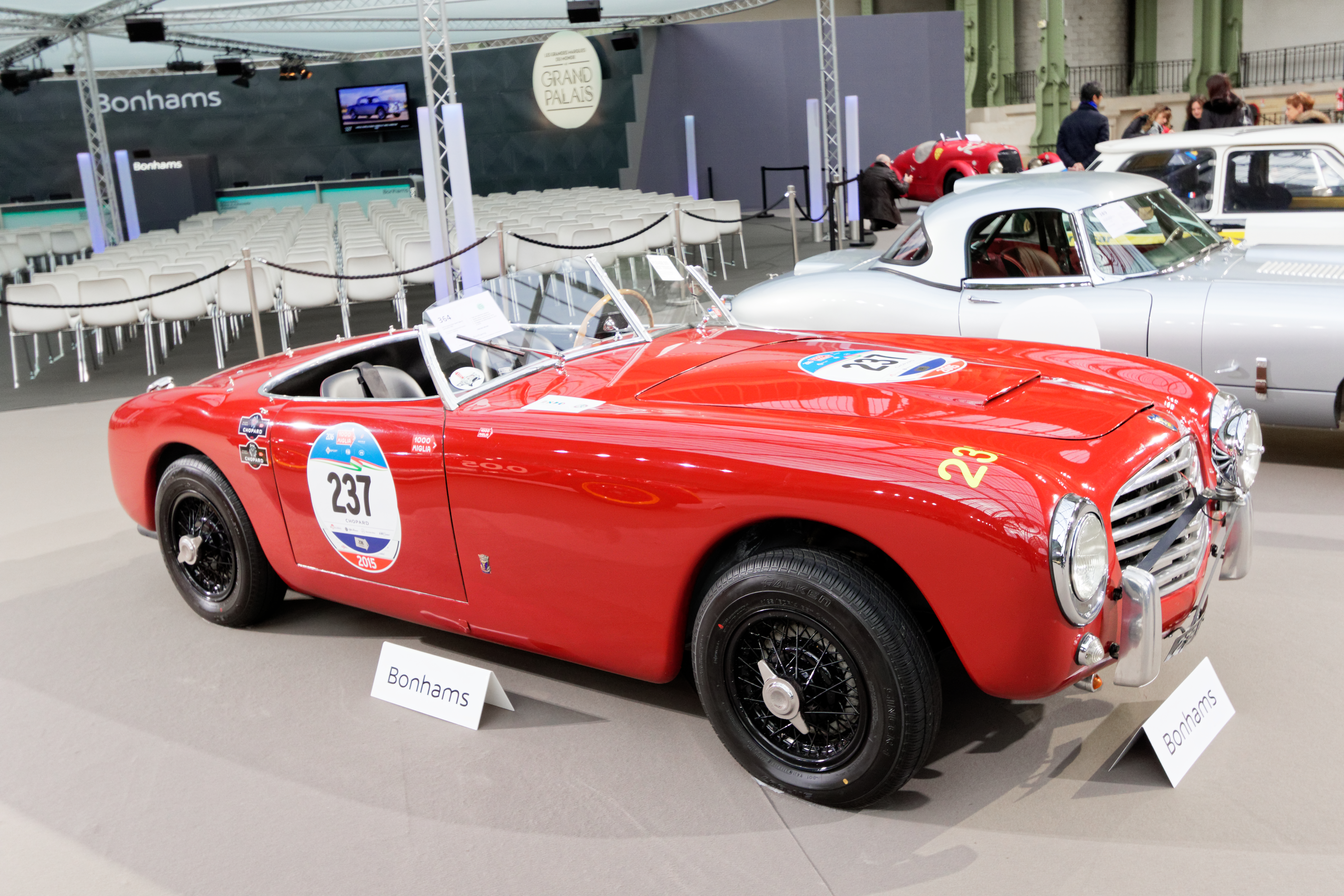
Ein Siata 1400 GS wie ihn Dick Irish beim 12-Stunden-Rennen von Sebring 1952 fuhr

Richard Harold „Dick“ Irish (* 1930; † 9. März 2015 in Oklahoma City) war ein US-amerikanischer Autorennfahrer.

## Karriere als Rennfahrer
Dick Irish, der im Koreakrieg in der United States Army diente, war in den 1950er-Jahren ein erfolgreicher Rennfahrer in Nordamerika. Irish war im US-amerikanischen Sportwagensport gut vernetzt und war mit dem Sportwagen-Importeur Tony Pompeo, B. S. Cunningham-Werksfahrer Sherwood Johnston und Rennwagenbauer Hal Ullrich eng befreundet. Eine besondere Ehre wurde im zuteil, als ihn Enzo Ferrari nach Maranello einlud, um der Fabrikation seines bestellten Ferrari 275 GTB beizuwohnen.
Erste Erfolge gelangen ihm mit einem Kieft CK52 und einem Siata 1400 Gran Sport, mit dem er 1952 Gesamtdritter beim 12-Stunden-Rennen von Sebring wurde. Mehrmals siegte er beim Bergrennen Brynfan Tyddyn, wo eine Kurve, der Irish Corner, seinen Nachnamen trug. In den 1950er-Jahren startete er vor allem in SCCA-Meisterschaft und beendete nach dem 2000-km-Rennen von Daytona 1965 seine Fahrerkarriere.

## Statistik

### Sebring-Ergebnisse
| Jahr | Team             | Fahrzeug      | Teamkollege      | Platzierung | Ausfallgrund |
| ---- | ---------------- | ------------- | ---------------- | ----------- | ------------ |
| 1952 | Robert Fergus    | Siata 1400 GS | Robert Fergus    | Rang 3      |              |
| 1953 | Brooks Stevens   | Excalibur J   | Hal Ullrich      | Rang 33     |              |
| 1954 | Brooks Stevens   | Excalibur J   | Ralph Knudson    | Ausfall     | Motorschaden |
| 1955 | Isabelle Haskell | Bandini       | Isabelle Haskell | Ausfall     | Motorschaden |

### Einzelergebnisse in der Sportwagen-Weltmeisterschaft
| Saison | Team              | Rennwagen       | 1   | 2   | 3   | 4   | 5   | 6   | 7   | 8   | 9   | 10  | 11  | 12  | 13  | 14  | 15  | 16  | 17  | 18  | 19  | 20  |
| ------ | ----------------- | --------------- | --- | --- | --- | --- | --- | --- | --- | --- | --- | --- | --- | --- | --- | --- | --- | --- | --- | --- | --- | --- |
| 1953   | Brooks Stevens    | Excalibur J     | SEB | MIM | LEM | SPA | NÜR | RTT | CAP |     |     |     |     |     |     |     |     |     |     |     |     |     |
| 1953   | Brooks Stevens    | Excalibur J     | 33  |     |     |     |     |     |     |     |     |     |     |     |     |     |     |     |     |     |     |     |
| 1954   | Brooks Stevens    | Excalibur J     | BUA | SEB | MIM | LEM | RTT | CAP |     |     |     |     |     |     |     |     |     |     |     |     |     |     |
| 1954   | Brooks Stevens    | Excalibur J     | DNF |     |     |     |     |     |     |     |     |     |     |     |     |     |     |     |     |     |     |     |
| 1955   | Isabelle Haskell  | Bandini         | BUA | SEB | MIM | LEM | RTT | TAR |     |     |     |     |     |     |     |     |     |     |     |     |     |     |
| 1955   | Isabelle Haskell  | Bandini         | DNF |     |     |     |     |     |     |     |     |     |     |     |     |     |     |     |     |     |     |     |
| 1965   | Anatoly Arutunoff | Lancia Flaminia | DAY | SEB | BOL | MON | MON | RTT | TAR | SPA | NÜR | MUG | ROS | LEM | REI | BOZ | FRE | CCE | OVI | NÜR | BRI | BRI |
| 1965   | Anatoly Arutunoff | Lancia Flaminia | DNF |     |     |     |     |     |     |     |     |     |     |     |     |     |     |     |     |     |     |     |